# Richards Castle
Richard's Castle är en ort på gränsen mellan grevskapen Herefordshire och Shropshire i England, Storbritannien. Större delen av orten ligger i Herefordshire. Orten har två civil parishes, Richards Castle (Hereford) och Richard's Castle (Shropshire). Namnet kommer av ett medeltida slott som var i ruiner redan på 1500-talet. I dag återstår bara jordvallar och en del av grunden.